# Vernon Dent
Vernon Bruce Dent (San Jose, 16 febbraio 1895 – Hollywood, 5 novembre 1963) è stato un attore statunitense.

## Biografia
Recitò in molti cortometraggi della Columbia Pictures, spesso come protagonista o antagonista del trio I tre marmittoni.
Lavorò al fianco di Andy Clyde, Charley Chase, Eddie Quillan, Buster Keaton, El Brendel, Barbara Jo Allen, Hugh Herbert e Richard Lane.
Tra i film a cui prese parte vi sono Gambe da un milione di dollari (1932), Chip Off the Old Block (1944), Kill the Umpire (1950), Le ragazze di Harvey (1946), Rockin' in the Rockies (1945).
In tarda età soffrì di diabete e divenne cieco, ritirandosi dalle scene. La sua ultima apparizione fu quella nel cortometraggio Guns a Poppin! (1957). Dal 1919 e fino al momento del ritiro (1957), aveva preso parte a oltre 440 produzioni tra cortometraggi e lungometraggi. Negli anni '30 e '40 fu anche sceneggiatore dei cortometraggi.
Morì nel 1963 a 68 anni.

## Filmografia parziale
- Contro corrente (Hail the Woman), regia di John Griffith Wray (1921)
- Belve su Berlino (Hitler, Beast of Berlin), regia di Sam Newfield (1939)
- Cold Turkey, regia di Del Lord (1940) - cortometraggio